# Phaenicophilidae
Phaenicophilidae (лат.) — семейство птиц из отряда воробьинообразных, включает 3 рода.
Традиционно род Phaenicophilus относили к танагровым (Thraupidae), а роды Xenoligea и Microligea к древесницевым (Parulidae). Генетическое отличие этих родов подтверждено молекулярно-генетическими исследованиями 2013 и 2015 годов. Семейство Phaenicophilidae включено в Контрольный список птиц Клементса 2018 года.
Представители семейства распространены на острове Гаити и мелких прилегающих островах.
В состав семейства включают 4 вида в трёх родах:
- Земляные певуны (Microligea)
  - Земляной певун (Microligea palustris)
- Пальмовые танагры (Phaenicophilus)
  - Черношапочная пальмовая танагра (Phaenicophilus palmarum)
  - Серошапочная пальмовая танагра (Phaenicophilus poliocephalus)
- Ксенолигии (Xenoligea)
  - Белокрылая ксенолигия (Xenoligea montana)